# Encratismo
El encratismo es una herejía cristiana surgida a mitad del s. II, aunque sus orígenes pueden remontarse a los tiempos apostólicos. Su existencia se prolongó hasta fines del s. IV. El apelativo deriva de un término griego que significa continente, moderado. Los encratitas son los continentes por antonomasia. Profesaban el más rígido ascetismo prohibiendo el uso de la carne y del vino en las comidas y oponiéndose al matrimonio. Para justificar sus doctrinas se servían de los pasajes del Nuevo Testamento que recomiendan la templanza, aislándolos del contexto, interpretándolos unilateralmente e incluso alterándolos. Según parece, los apócrifos llamados Hechos de Pablo, de San Juan y de San Pedro, son obra de autores encratitas.

## Doctrina
Su teología deriva del concepto neoplatónico y gnóstico de la materia como principio del mal, obra del demiurgo, enemigo de Dios. De esta premisa deducían lógicamente que era preciso luchar contra la materia y su autor, lo cual les llevaba a conclusiones que se resumen en el dualismo maniqueo.

## Precursores
Los precursores del encratismo fueron los allobianos del país de los Sármatas, Cerdón y sobre todo Marción. Los allobianos habitaban en las afueras de las ciudades al aire libre. Según el testimonio de Clemente de Alejandría se alimentaban de bellotas y frutos, bebían sólo agua, y se abstenían del matrimonio. Muchos neoconversos fueron atraídos por esta doctrina en sus comienzos. Introdujeron en la práctica un modo de vida que tendía a dar a simples consejos evangélicos el valor de preceptos rígidos, absolutamente indispensables para la salvación. Esto les llevó a condenar el uso de la carne, del vino y del matrimonio. Era la aplicación en terreno práctico de su teoría dualista: abstenerse y mortificarse para no colaborar en la obra del demiurgo.
La ideología encratita se percibió como un peligro para la Iglesia y para la sociedad, especialmente por su aversión al matrimonio. Por esto, desde el primer momento, patriarcas y escritores de la Iglesia como San Ireneo, Tertuliano, Hipólito Romano, San Epifanio y otros, la consideraron herética. Los encratitas, según estos autores, pretendían abolir el género humano. Esto, según argumentaban, era ofensivo para Dios, autor de la unión del hombre y la mujer, que había santificado el matrimonio con su presencia en las bodas de Caná y había inspirado numerosos textos bíblicos sobre la licitud y la santidad de la unión conyugal, institución que la Biblia misma calificaba de honrosa.

## Principales teóricos del encratismo
Hay que citar, por orden cronológico, en primer lugar a Julio Cassiano, el maestro doceta que compuso una obra en defensa de sus principios ascéticos titulada Peri eunouchias o Peri encrateias (Sobre la continencia), que se ha perdido. Después de él, el principal doctor de los encratitas fue Taciano. San Ireneo le hace responsable, junto con Saturnino y Marción, de la nueva herejía. San Jerónimo lo llama príncipe de los encratitas. Si no fue su iniciador absoluto, parece, sin embargo, que Taciano es el organizador de la secta y el autor de la separación formal de los encratitas del cuerpo de la Iglesia.
Poco después de Taciano, un cierto Severo refuerza la herejía dándole un marcado carácter ebionita. Admitiendo la Ley, los Profetas y los Evangelios interpretados a su modo, rechaza las epístolas de San Pablo y los Hechos de los Apóstoles. De este modo se forma una secta dentro de la misma secta. El nuevo partido toma el nombre de su organizador para distinguirse de los demás encratitas. El hecho del cisma severiano hace suponer divergencias doctrinales y luchas intestinas en el seno del encratismo. Por lo demás, los severianos no fueron los únicos en separarse. También algunos maniqueos tomaron el apelativo de continentes. Otros se hicieron llamar apotácticos o renunciadores porque pretendían haber renunciado a todos los placeres del mundo. Acuarianos o Hidropasianos se apellidaban aquellos a quienes su abstinencia absoluta de vino les llevaba a celebrar la eucaristía con agua sola. Los Sacóforos se distinguían por su atuendo exterior consistente en un saccos, especie de túnica de tela burda. Con estas divisiones internas subsistió la herejía hasta fines del s. IV.

## Oposición al encratismo
Tan pronto se delineó el carácter herético del grupo se promovió, de parte católica, una campaña para neutralizar la herejía. Los medios adoptados fueron de tres géneros: la refutación teórica de sus principios doctrinales, llevada a cabo por los patriarcas y escritores eclesiásticos, las sanciones canónicas y los edictos imperiales.
Entre los autores eclesiásticos que más eficazmente combatieron el encratismo teórico, destacan Ireneo, Tertuliano, Hipólito, Clemente de Alejandría y Orígenes. De las muchas sanciones canónicas de que fueron objeto, la más famosa fue la adoptada contra ellos por las Iglesias de África al no reconocer la validez de su bautismo. De este hecho arranca la polémica entre San Cipriano y el papa San Esteban. Por lo que atañe al problema de la abstinencia exagerada, el Concilio de Ancira (año 314) permite a los sacerdotes y diáconos el abstenerse de la carne en las comidas con tal que la hayan probado al principio. Los que se nieguen a hacerlo deben ser excluidos del orden clerical. Como se ve, la intención del canon es clara. La misma intención se descubre en el canon 51 de los llamados Cánones Apostólicos que se refiere a los clérigos, diáconos, sacerdotes y obispos que se abstienen del matrimonio, carne y vino no por motivos de legítimo ascetismo, sino por infamia, es decir, por desprecio de las obras de Dios.
Con todo, el golpe mortal para el encratismo en todas sus formas y variedades, no provino de las disposiciones del derecho eclesiástico, sino de las del civil. Poco después del Concilio de Nicea, Constantino emanó una constitución contra los herejes. Más tarde, Teodosio el Grande en 381 y 383 condena a los que bajo diversas denominaciones profesen el error de los maniqueos. Cita nominalmente a los encratitas, apotácticos, acuarianos y sacóforos, a los que califica de «sectas inaceptables». A partir del s. V los encratitas, a raíz de estas disposiciones, dejan de ser una amenaza a la ortodoxia católica, al ser prácticamente exterminados.